# فرنسيس فيريرو
فرنسيس فيريرو (بالإسبانية: Francis Ferrero) (1 أكتوبر 1972 في الأرجنتين - ) هو مدرب كرة قدم ولاعب كرة قدم تشيلي وأرجنتيني في مركز الهجوم. لعب مع كولو-كولو وبويرتو مونت ‏.

## وصلات خارجية
- فرنسيس فيريرو على موقع قاعدة بيانات كرة القدم.إي يو (الإنجليزية)